# Carol Channing
Carol Channing (Seattle, 31 januari 1921 – Palm Springs, 15 januari 2019) was een Amerikaans actrice, zangeres, danseres en comédienne.

## Biografie

### Vroege leven
Carol Elaine Channing werd geboren in 1921 in Seattle als enig kind van George Channing en Adelaide Glaser. George heette eigenlijk George Christian Stucker, maar hij veranderde zijn naam in Channing nog voor de geboorte van Carol. Toen ze amper twee weken oud was verhuisde de familie naar San Francisco, waar haar vader werk gevonden had. Haar moeder was van Duitse afkomst en haar vader had een Duitse vader en een Afro-Amerikaanse moeder. Carol werd hier pas over ingelicht toen ze ging verder studeren, haar moeder wilde niet dat zij voor een verrassing zou komen te staan als ze een zwart kind zou krijgen.

### Carrière
Ze begon haar carrière op Broadway in 1941. Haar doorbraak kwam er pas in 1949 toen ze gecast werd als Lorelei Lee in de musical Gentlemen Prefer Blondes. Hierin zong ze het lied Diamonds Are a Girl's Best Friend, dat later in de filmversie wereldberoemd gemaakt werd door Marilyn Monroe. Nationale bekendheid verwierf ze in 1964 in de musical Hello, Dolly, waarvoor ze een Tony Award kreeg. Ze versloeg hiermee Barbra Streisand, die met haar nominatie tevreden moest zijn. In 1973 nam ze haar rol van Lorelei Lee opnieuw op in de musical Lorelei, waarvoor ze ook weer genomineerd werd voor de Tony Award, maar moest deze aan Virginia Capers laten. De musical was wel een groot succes en werd 320 keer opgevoerd.
Ze speelde gastrollen in televisieseries en verscheen ook in films. Voor haar rol in Thoroughly Modern Millie uit 1967, waarin ook Julie Andrews en Mary Tyler Moore speelden, werd ze genomineerd voor een Academy Award. Bij de Golden Globes won ze wel. Lucille Ball en Desi Arnaz zagen toekomst in een sitcom voor Channing en in 1966 werd The Carrol Channing Show gemaakt, de proefaflevering werd niet goed genoeg bevonden en er kwam geen televisieserie. Dat jaar won ze ook de Sarah Siddons Award voor haar werk in het theater van Chicago.

### Privéleven
Channing trouwde vier keer. In 1941 trouwde ze met schrijver Theodore Naidish, met wie ze tot 1944 getrouwd was. In 1948 huwde ze sportman Alex Carson, ze kregen één zoon Channing Carson. Het huwelijk liep echter spaak en in 1956 scheidden ze. Datzelfde jaar nog trouwde ze met haar manager Charles Lowe. Zij bleven 42 jaar lang gehuwd tot hij overleed in augustus 1999. Het koppel was echter een jaar eerder al uit elkaar gegaan, Channing vroeg in 1998 de scheiding aan, maar Lowe overleed nog voor deze uitgesproken werd.
In haar memoires sprak ze vol passie over haar jeugdliefde Harry Kullijan. Nadat hij dit las nam hij contact met haar op en het vuur in hun romance werd opnieuw aangewakkerd. Ze trouwden in 2003. Hij overleed in 2011, één dag voor zijn 92ste verjaardag.
Channing overleefde eierstokkanker. Ze overleed begin 2019 op 97-jarige leeftijd,

## Prijzen
| Jaar | Prijs          | Categorie                                              | Resultaat   |
| ---- | -------------- | ------------------------------------------------------ | ----------- |
| 1956 | Tony Awards    | Beste musicalactrice, The Vamp                         | Genomineerd |
| 1961 | Tony Awards    | Beste musicalactrice, Show Girl                        | Genomineerd |
| 1964 | Tony Awards    | Beste musicalactrice, Hello, Dolly!                    | Gewonnen    |
| 1968 | Academy Awards | Beste vrouwelijke bijrol, Thoroughly Modern Millie     | Genomineerd |
| 1968 | Golden Globes  | Beste vrouwelijke bijrol, Thoroughly Modern Millie     | Gewonnen    |
| 1968 | Tony Awards    | Special Award                                          | Gewonnen    |
| 1974 | Tony Awards    | Beste musicalactrice, Lorelei                          | Genomineerd |
| 1995 | Tony Awards    | Lifetime Achievement Award                             | Gewonnen    |
| 2002 | Grammy Awards  | Grammy Hall of Fame, Hello, Dolly! original cast album | Gewonnen    |